# Ligue de hockey junior AAA du Québec
La Ligue de hockey junior AAA du Québec est une ligue de hockey sur glace au Québec (Canada). La ligue est membre de la Ligue canadienne de hockey junior.

## Historique
Elle est appelée Ligue de hockey junior du Québec entre 2014 et 2016,,. Le vainqueur des séries éliminatoires de la LHJAAAQ remporte la coupe NAPA et est qualifié pour disputer la coupe Fred Page. Le vainqueur de la coupe Fred Page peut ensuite concourir pour la Coupe du centenaire.

## Équipes
- Indigo de Granby (Granby)
- Titan de Princeville (Princeville)
- Prédateurs de Joliette (Joliette)
- Collège Français de Longueuil (Longueuil)
- Everest de la Côte-du-Sud (Montmagny)
- Condors du Cégep-Beauce-Appalaches (Saint-Georges)
- Panthères de Saint-Jérôme (Saint-Jérôme)
- Phoenix de Montréal(Montréal)
- Cobras de Terrebonne (Terrebonne)
- Braves de Valleyfield (Salaberry-de-Valleyfield)
- Rangers de Montréal (Montréal)
- Flames de Gatineau (Gatineau)
- Prime de Laval (Laval)

## Vainqueurs de la coupe NAPA
- 1989 : Sieurs de Longueuil
- 1990 : Collège Français de Longueuil
- 1991 : Olympiques de Montréal
- 1992 : National de Joliette
- 1993 : Élites de Châteauguay
- 1994 : Élites de Châteauguay
- 1995 : National de Joliette
- 1996 : Éperviers de Contrecœur
- 1997 : Collège Français de Longueuil
- 1998 : Frontaliers de Coaticook
- 1999 : Braves de Valleyfield
- 2000 : Frontaliers de Coaticook
- 2001 : Panthères de Saint-Jérôme
- 2002 : Braves de Valleyfield
- 2003 : Cougars de Lennoxville
- 2004 : Braves de Valleyfield
- 2005 : Mustangs de Vaudreuil
- 2006 : Action de Joliette
- 2007 : Action de Joliette
- 2008 : Cougars de Sherbrooke
- 2009 : Cougars de Sherbrooke
- 2010 : Cobras de Terrebonne
- 2011 : Collège Français de Longueuil
- 2012 : Titan de Princeville
- 2013 : Collège Français de Longueuil
- 2014 : Inouk de Granby
- 2015 : Collège Français de Longueuil
- 2016 : Collège Français de Longueuil
- 2017 : Cobras de Terrebonne
- 2018 : Collège Français de Longueuil
- 2019 : Titans de Princeville
- 2020 : pas de coupe (pandémie de Covid-19)
- 2021 : pas de coupe (pandémie de Covid-19)
- 2022 : Collège Français de Longueuil
- 2023 : Cobras de Terrebonne
- 2024 : Collège Français de Longueuil
- 2025 : Braves de Valleyfield

## Coupe Fred Page et coupe du centenaire
Cinq équipes ont remporté la coupe Fred Page mais aucune équipe n'a ensuite gagné la coupe du centenaire
- 1995 : National de Joliette
- 2001 : Panthères de Saint-Jérôme
- 2003 : Cougars de Lennoxville
- 2006 : Action de Joliette
- 2017 : Cobras de Terrebonne